# Пневмоторакс

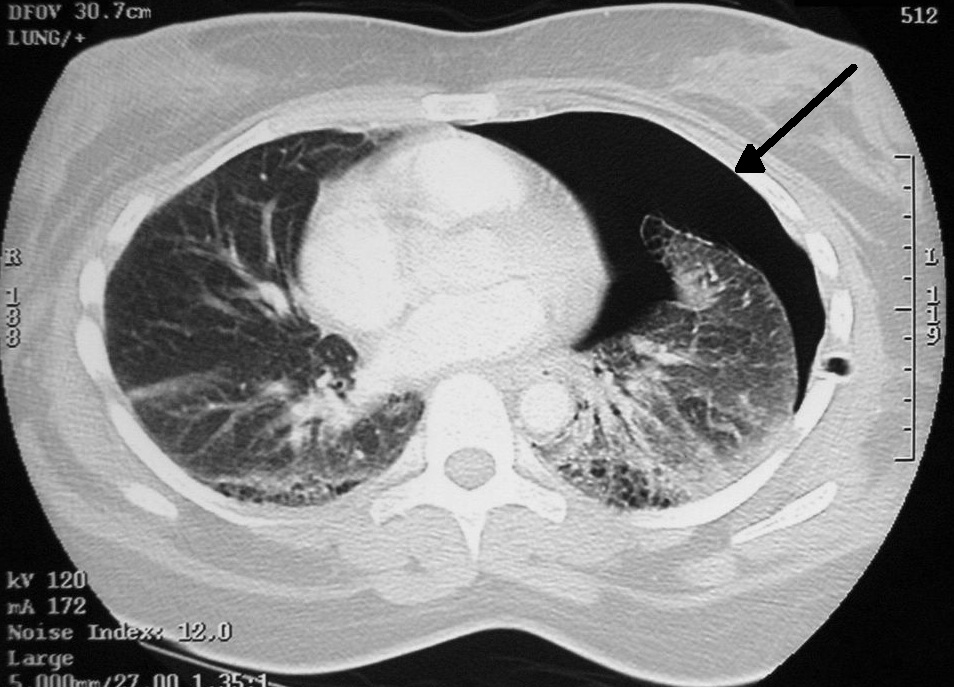
Пневмоторакс на комп'ютерній томограмі, стрілкою показана темна плевральна порожнина з повітрям та легеня, яка спалась (колапс легені)

Пневмоторакс — скупчення газу (найчастіше, повітря) у плевральній порожнині з одночасним підвищенням тиску в ній, внаслідок чого відбувається поступовий колапс легені. Є ускладненням деяких хвороб чи травм грудної клітки, іноді може бути самостійним захворюванням.
Повітря може потрапити в порожнину плеври при пораненнях, що проникають у грудну клітку, зокрема відламками ребер. При спонтанному пневмотораксі повітря потрапляє через розривання емфізематозних альвеол на поверхні легені, розпаді легеневої тканини (туберкульоз, пухлина, абсцес). При цьому порожнина плеври може сполучатися з легенею та органами травлення — стравоходом, шлунком, кишкою. Іноді повітря вводять у плевральну порожнину з лікувальною метою.

## Типологія
Якщо повітря, яке потрапило в плевральну порожнину, не сполучається з атмосферним повітрям, пневмоторакс називають закритим пневмотораксом. Вважається найлегшим видом пневмотораксу, оскільки повітря потенційно може самостійно поступово розсмоктатися з плевральної порожнини.
При відкритому пневмотораксі плевральна порожнина сполучається з довкіллям, тому в порожнині створюється тиск, рівний атмосферному. Легеня вимикається з дихання, в ній не відбувається газообмін, кров не збагачується киснем. Може супроводжуватися гемотораксом при кровотечі з пошкоджених міжреберних судин або судин легені.
Якщо особливості вхідного отвору в порожнині плеври допускають потрапляння повітря під час вдиху, але перешкоджають його виходу при видиху, пневмоторакс називають клапанним, або вентильним. Це найнебезпечніший вид пневмотораксу, оскільки до виключення легені з дихання приєднується роздратування нервових закінчень плеври, що призводить до плевропульмонального шоку, а також зміщення органів середостіння, що порушує їх функцію, перш за все стискаючи великі судини.

## Причини захворювання
Найбільш часто спонтанний пневмоторакс (СП) спричинюють:
- хронічні неспецифічні захворювання легень з формуванням бульозної (пухирної) емфіземи;
- туберкульоз легень із деструкцією легеневої тканини, метатуберкульозні зміни;
- гнійно-деструктивні процеси: абсцеси легень, деструктивна пневмонія, емпієма плеври;
- руйнування легеневої тканини внаслідок пухлинного процесу в легенях та плеврі, перфорація бул, що утворюються іноді дистальніше місця обтурації бронха пухлиною.

Рідкісними причинами спонтанного пневмотораксу є силікоз, саркоїдоз, антракоз, ревматизм, фіброзуючий альвеоліт, ендометріоз легень тощо.
Перфорація бульозних утворень розглядається як провідна причина СП. Були з'являються внаслідок рубцевої деформації бронхіол після різноманітних запальних процесів, що веде до утворення клапанного механізму. Клапанний механізм може виникнути також при вже наявній дифузній емфіземі через часткове здавлювання бронхіол зовні збільшеними альвеолами, що втратили еластичність. У стінці були майже завжди знаходять зміни, що є характерними для хронічного неспецифічного запалення. До утворення бул призводить також спадкова неповноцінність легеневої тканини. Є дані про наявність у стінці бул мікропор діаметром до 10 мкм, що можуть спричиняти СП без розриву були. Рідше СП виникає через перфорацію вроджених кіст легені, розриву легені спайками.
Унаслідок розриву субплеврально розміщених порожнинних утворень (повітряних кіст, бул, міхурців) формуються легенево-плевральне з'єднання та порожнина пневмотораксу. Наявність структурних змін у легенях надає цій патології рецидивний характер.

## Механізми виникнення захворювання
Патогенез пневмотораксу, що виникає при деструкції легені або плеври внаслідок різноманітних пухлинних, гнійних, запальних процесів, є достатньо простим: відбувається руйнування тканини легені, досить часто формуються різноманітні тривало існуючі дефекти, бронхоплевральні нориці.
Значно рідше виникнення СП може бути пов'язане з ураженням вісцеральної плеври на тлі прихованого перебігу мезотеліоми. Швидке збільшення порожнини пневмотораксу та наростання колапсу легень за наявності шнуркоподібних плевральних легенево-парієтальних зрощень може сприяти збільшенню дефекту у вісцеральній плеврі та виникненню кровотечі із розірваних судин (іноді значного калібру).
Відмічена певна сезонність у розвитку СП: більше половини пацієнтів перед епізодом пневмотораксу переносять застудне захворювання з пароксизмами кашлю. СП розвивається як при обставинах, що сприяють підвищенню внутрішньолегеневого тиску (кашель, чхання, дефекація), так і без них — під час ходи, у спокої, уві сні. Нерідко він розвивається на фоні невеликої травми грудної клітки або значної фізичної напруги під час занять спортом, при піднятті вантажів, польоті на літаку та ін.
Важливим моментом у патогенезі пневмоторакса є негативний внутрішньоплевральний тиск протягом всього дихального циклу (від –8,5 до –9 мм рт. ст. на вдиху і від –3 до –6 мм рт. ст. на видиху). Внутрішньобронхіальний тиск, навпаки, має позитивне значення під час вдиху (1—5 мм рт. ст.), причому він помітно збільшується при фонації (до 10 мм рт. ст.), крику, кашлі (до 70 мм рт. ст). Таким чином, при різкому коливанні тиску виникає момент, коли транспульмональний тиск дуже різко зростає. Бронхіальна обструкція збільшує градієнт тиску. Коли діє клапанний механізм, внутрішньоплевральний тиск може перевищувати внутрішньобронхіальний при спокійному диханні. У таких випадках виникає напружений пневмоторакс, що характеризується дихальними та гемодинамічними порушеннями.
Напружений пневмоторакс із повним колапсом легені у пацієнтів із вихідними порушеннями функції зовнішнього дихання та серцево-судинної системи, а також гемопневмоторакс у багатьох випадках ведуть до смерті. Зміщення серця та його здавлення спричинюють опір венозному поверненню, внутрішньоплевральний тиск 15—20 мм рт. ст. спричинює різке зниження серцевого викиду та розвиток смертельного серцево-судинного колапсу. При надходженні повітря в інтерстиціальний простір легені відбувається розшарування перивазальних та перибронхіальних просторів, що поширюється до кореня легені та середостіння. Напружена інтерстиціальна емфізема легені та пневмомедіастинум сприяють колапсу легеневих артерій і вен із наступним, так званим «повітряним» блоком легеневої циркуляції. Унаслідок такої компресії судин виникає стан гострого легеневого серця, що здебільшого закінчується смертю. При масивних ушкодженнях бронхіального дерева внаслідок переломів ребер чи поранень холодною зброєю, коли обмін повітрям іде із сусідньою плевральною порожниною через ушкоджений бронх, розвивається парадоксальне дихання.

## Клінічні ознаки
- Гострий біль у грудній клітці, що підсилюється при вдиху
- Задишка
- Сльозотеча
- Прискорене дихання
- Напади сухого кашлю
- Прискорене серцебиття
- Почуття панічного страху
- Блідість шкіри

## Лікування захворювання

### Перша допомога
При підозрі на пневмоторакс слід негайно викликати швидку допомогу або звернутися до лікаря (або медика). Якщо це відкритий пневмоторакс, необхідно накласти стерильну пов'язку на відкриту рану грудної клітини.
Медики та військовики накладають оклюзійну пов'язку. При клапанному пневмотораксі, термінова пункція плевральної порожнини (особливо якщо постраждалий чи пацієнт без свідомості).

### Консервативне лікування
Спонтанний пневмоторакс та його ускладнені форми, напружений пневмоторакс з порушенням дихання та гемодинаміки, гемопневмоторакс, піопневмоторакс — це ургентні патологічні стани, що потребують екстреного лікування, яке повинно включати в себе, з одного боку, евакуацію повітря із плевральної порожнини, а з іншого — ліквідацію причини, що спричинила пневмоторакс.
Щодо лікувальної тактики при неускладненому СП спеціалісти активно дискутують. Практика показує, що обмежуватись консервативною терапією (ліжковий режим, нагляд, симптоматичне медикаментозне лікування) не можна. Наводяться дані з летальності при такому лікуванні (32,5 %).
Плевроцентез — найпростіше інвазивне втручання при СП будь-якого характеру — ефективний тільки в тих випадках, коли спостерігається герметичність легеневої тканини, повітря додатково не поступає та його кількість у плевральній порожнині є невеликою.
Здебільшого при СП, що виник уперше, показано дренування плевральної порожнини, яке виконується ургентно в умовах спеціалізованого відділення. Як правило, тонкий силіконовий дренаж встановлюють у II міжребір'ї по середньоключичній лінії. Проте, за наявності масивного спайкового процесу у плевральній порожнині доцільно встановлювати дренаж у точці, що вільна від плевральних зрощень у проєкції найбільшої кількості повітря.
Активна аспірація повітря з плевральної порожнини є ефективнішою, ніж підводне пасивне дренування за Бюлау. Розрідження повинно складати 10—20 мм вод. ст. Видаляти дренаж доцільно через 24—48 годин після повного розправлення легені та припинення надходження повітря через дренаж. Вирішити питання про доцільність видалення дренажу допомагає проба з перетисненням дренажної трубки впродовж 12 годин із наступною контрольною рентгенографією ОГП: якщо повітря в плевральній порожнині відсутнє, дренаж можна видаляти.
Частота рецидивів СП складає при різних видах лікування 26,4—50,3 %, що свідчить про необхідність встановлення причини СП та його ліквідації.
Коли легеня повністю розправлена, усім пацієнтам необхідно виконати комп'ютерну томографію грудної клітки, що має більшу діагностичну цінність, ніж стандартна рентгенографія ОГП. При виявленні бульозних змін у легенях показана відеоторакоскопія з наступним визначенням об'єму операції. Відеоторакоскопію необхідно виконувати також при тривалому (більше 1 тижня) надходженні повітря через дренаж й при рецидивуючому пневмотораксі, особливо якщо рецидив виник протягом року на іпсилатеральній легені.
При гемопневмотораксі завжди виконують дренування плевральної порожнини із активною аспірацією. Якщо кровотеча продовжується, проводять гемостатичну терапію, за показаннями — інфузійну терапію, гемотрансфузії. У випадку неефективності консервативної терапії проводять відеоторакоскопію або торакотомію, ліквідують джерело кровотечі.

### Хірургічне лікування
При піопневмотораксі також необхідним є дренування плевральної порожнини, регулярне її промивання антисептичними розчинами, проводиться антибактеріальна терапія, може виникнути необхідність у хірургічному лікуванні.
При напруженому пневмотораксі в ургентному порядку проводиться декомпресія плевральної порожнини. Іноді, у випадку виражених дихальних та гемодинамічних порушень, виконують торакоцентез, навіть ігноруючи правила асептики та анестезії. Невідкладне лікування при напруженому СП на догоспітальному етапі — проведення пункції плевральної порожнини в II міжребір'ї по середньоключичній лінії.
Об'єм оперативного втручання при СП може бути наступним:
- Атипова резекція легені з булою (булектомія)
- Парієтальна (апікальна) плевректомія
- Хімічний плевродез (тальк), медикаментозний плевродез (тетрациклін, вібраміцин та ін.)

Зазвичай перераховані методи поєднують. Якщо торакоскопічна резекція є неможливою (масивний спайковий процес, гігантські розміри бул або вроджених кіст), показано проведення торакотомії, як правило, з мінідоступу в режимі відеосупроводу.
При виявленні іншої причини пневмотораксу лікування відповідним чином корегується. Іноді наявні методи діагностики (включаючи КТ) не дозволяють встановити причину пневмотораксу. У таких випадках подальший діагностичний пошук на даному етапі не проводиться, і пацієнта виписують після видалення дренажу.

## Профілактика
Рекомендована для пневмотораксу профілактика:
- Своєчасне лікування захворювання легень
- Запобігання травм грудної клітки
- Профілактика повторних пневмотораксів